# Provincia di Ignacio Warnes
Ignacio Warnes è una provincia del dipartimento boliviano di Santa Cruz. Il suo capoluogo è Warnes.

## Storia
La provincia venne creata il 27 novembre 1919 come omaggio al colonnello argentino Ignacio Warnes, governatore di Santa Cruz de la Sierra durante la guerra d'indipendenza.

## Geografia antropica

### Suddivisioni amministrative
La provincia è suddivisa in 2 comuni:
- Warnes
- Okinawa Uno

## Economia
L'economia si basa soprattutto sull'agricoltura. Per il suo territorio passa la strada che collega Cochabamba con Santa Cruz de la Sierra. Nella sua giurisdizione è presente l'Aeroporto Internazionale Viru Viru, uno dei più importanti nel sudamerica.